# Dompyongan
Dompyongan is een bestuurslaag in het regentschap Klaten van de provincie Midden-Java, Indonesië. Dompyongan telt 3823 inwoners (volkstelling 2010).